# 玻璃纤维

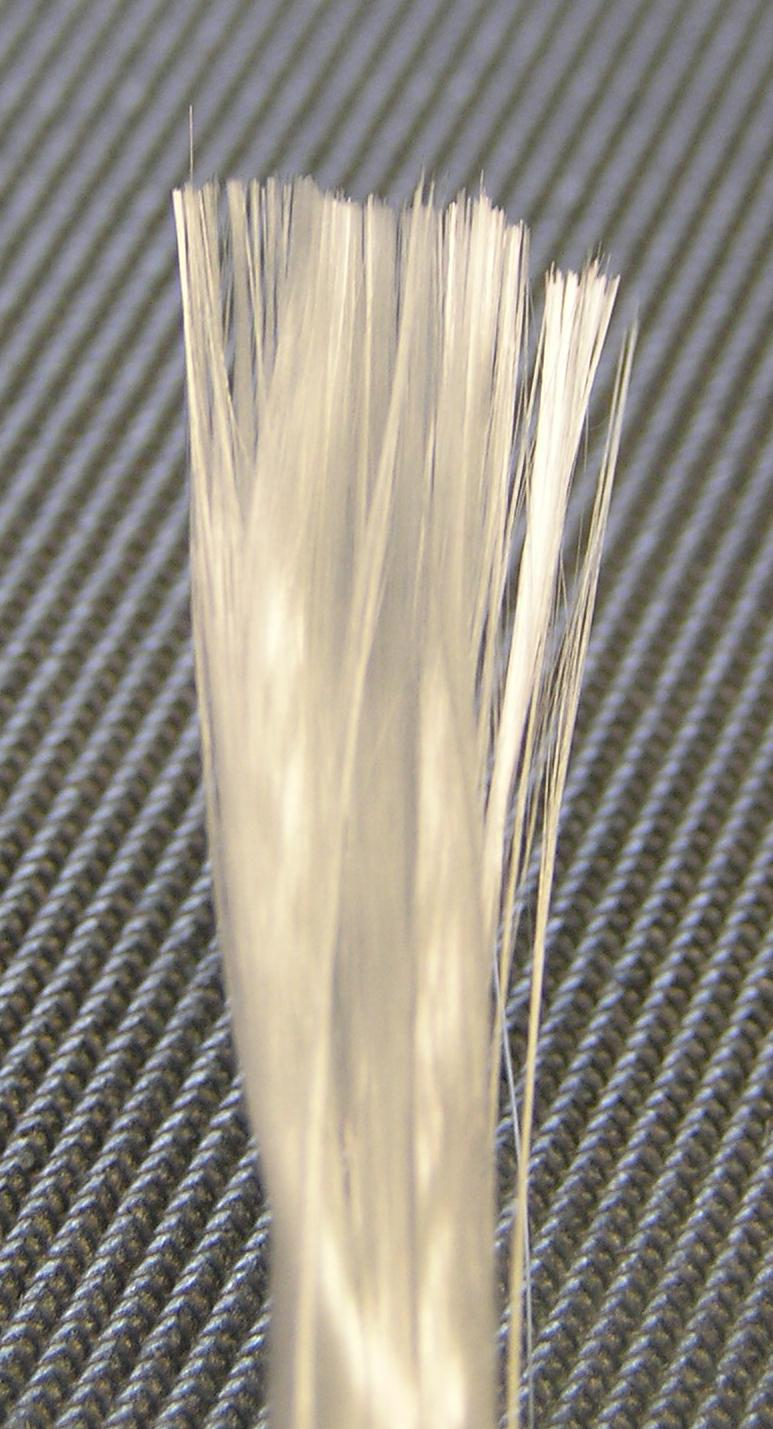
玻璃纤维束

玻璃纤维（glass fiber）是由许多极细的熔融玻璃拉製而成的纤维所组成的材料，一般直径超过3微米（直徑從幾微米到幾十微米不等），質脆、易折斷，不過抗拉強度高、耐高溫、耐酸鹼腐蝕、絕緣性良好，為目前應用最廣的無機纖維材料。
历史上的玻璃制造商一直在尝试製成玻璃纤维，但玻璃纤维的大规模制造只有在更精细的机器工具发明后才得以实现。1893年，爱德华·德拉蒙德·利比在世界哥伦布博览会上展出了一件由玻璃纤维和丝绸纤维製成的裙子。玻璃纤维也可以天然存在，如贝利的头发。

## 应用

### 玻璃棉
玻璃棉就是玻璃纤维的一种，它是1932年至1933年由Games Slayter所发明，它可以用作建筑隔热材料。

### 玻璃钢
玻璃纤维的机械性能与聚合物和碳纤维等其他纤维大致相当。虽然它的刚性不如碳纤维，但在复合材料中使用时，它的价格相對而言便宜得多，其脆性也明显降低。因此，玻璃纤维被用作许多聚合物产品的增强剂，以形成一种非常坚固而相对较轻的纖維強化塑膠（FRP）复合材料，它称为玻璃增强塑料（GRP），也俗称 "玻璃钢"。
与玻璃棉不同的是，玻璃钢几乎不含空气或气体，因而密度较大，隔热性能较差；但由于其强度高，重量相对较轻，因此它被广泛用作结构材料。

### 傘骨
生活中常見的用品雨傘，其韌性相當適合用於經常需抗風抗雨的雨傘，並可兼具重量優勢，是民眾最常接觸到玻璃纖維的生活產品。
但非所有使用玻璃纖維的雨傘都是能兼具耐用與重量，市售許多劣質商人用塑膠傘充當玻璃纖維傘

## 危害
玻璃纤维可影响皮肤、眼睛和上呼吸道，可致等机械性刺激（瘙痒）、接触性皮炎、结膜炎和角膜炎或其它过敏反应，接触后应立即用肥皂和流水冲洗，勿抓挠揉搓受刺激区域。直径小于3微米的可吸入纤维会导致严重的肺部疾病。国际癌症研究机构（IARC）将玻璃纤维丝列入III类致癌物质。（对人体致癌性尚未归类的物质或混合物，对人体致癌性的证据不充分，在动物实验中致癌性证据不充分或有限。 或者有充分的实验性证据和充分的理论机理表明其对其他某些动物有致癌性，但对人体没有同样的致癌性。 ）